# Epidapus semifactus
Epidapus semifactus är en tvåvingeart som beskrevs av Werner Mohrig och Roschmann 1999. Epidapus semifactus ingår i släktet Epidapus och familjen sorgmyggor. Inga underarter finns listade i Catalogue of Life.